# 今井敏明
今井 敏明（いまい としあき、1954年12月29日 - ）は、埼玉県出身のサッカー指導者、元サッカー選手。

## 来歴
浦和西高校、早稲田大学を卒業後、富士通でプレーした。日本サッカーリーグ1部で31試合に出場した。
引退後は、母校の浦和西高校、早稲田大学でコーチを務めた後、1990年代に、富士通（後の川崎フロンターレ）、東京ガスなどで監督などを務めた。2000年代後半からはチャイニーズタイペイの男子代表や女子代表、モンゴル代表の監督なども務めた。

## 選手歴
- 埼玉県立浦和西高等学校：県総体2位、選手権予選準決勝
- 早稲田大学ア式蹴球部：関東大学リーグ優勝2回（4年次は完全優勝）、大学選手権優勝2回
- 富士通サッカー部 (現 川崎フロンターレ)：日本サッカーリーグ1部2部、JSLカップ3位

## 個人成績
| 国内大会個人成績 | 国内大会個人成績 | 国内大会個人成績 | 国内大会個人成績 | 国内大会個人成績             | 国内大会個人成績          | 国内大会個人成績 | 国内大会個人成績 | 国内大会個人成績 | 国内大会個人成績 | 国内大会個人成績 | 国内大会個人成績 |
| 年度             | クラブ           | 背番号           | リーグ           | リーグ戦                     | リーグ戦                  | リーグ杯         | リーグ杯         | オープン杯       | オープン杯       | 期間通算         | 期間通算         |
| 年度             | クラブ           | 背番号           | リーグ           | 出場                         | 得点                      | 出場             | 得点             | 出場             | 得点             | 出場             | 得点             |
| 日本             | 日本             | 日本             | 日本             | リーグ戦                     | リーグ戦                  | JSL杯            | JSL杯            | 天皇杯           | 天皇杯           | 期間通算         | 期間通算         |
| ---------------- | ---------------- | ---------------- | ---------------- | ---------------------------- | ------------------------- | ---------------- | ---------------- | ---------------- | ---------------- | ---------------- | ---------------- |
| 1977             | 富士通           |                  | JSL1部           |                              | 0                         |                  |                  |                  |                  |                  |                  |
| 1978             | 富士通           |                  | JSL1部           |                              | 0                         |                  |                  |                  |                  |                  |                  |
| 通算             | 日本             | 日本             | JSL1部           | 31                           | 0\|\|\|\|\|\|\|\|\|\|\|\| |                  |                  |                  |                  |                  |                  |
| 通算             | 日本             | 日本             | JSL2部           | \|\|\|\|\|\|\|\|\|\|\|\|\|\| |                           |                  |                  |                  |                  |                  |                  |
| 総通算           | 総通算           | 総通算           | 総通算           | \|\|\|\|\|\|\|\|\|\|\|\|\|\| |                           |                  |                  |                  |                  |                  |                  |

## 指導歴
- 1981年 - 1987年  埼玉県立浦和西高等学校 コーチ：インターハイ出場
- 1988年 - 1990年  早稲田大学ア式蹴球部 コーチ：関東選手権優勝、大学選手権3位、総理大臣杯3位
- 1991年  富士通サッカー部 コーチ：日本サッカーリーグ2部
- 1992年  東京ガスサッカー部（現FC東京）コーチ
- 1993年 - 1994年  東京ガスサッカー部 監督：ジャパンフットボールリーグ、関東代表として天皇杯初出場に導き、退任。大熊清コーチが監督代行となりベスト8へ導く。
- 1996年  シロキFCセレーナ（シロキ工業）ヘッドコーチ：L・リーグ
- 1997年 - 1999年  日本文理大学 監督：九州大学リーグ2部→1部、九州選手権3位、天皇杯出場
- 2000年  川崎フロンターレ コーチ → 監督：シーズン途中で監督に昇格、1stステージ最終戦でセレッソ大阪に勝利したが、その後シーズン終了を待たずに解任された。
- 2003年  コブラFC（現横浜GSFCコブラ）ヘッドコーチ：神奈川県社会人サッカーリーグ3部から2部へ昇格。
- 2004年  上智大学体育会サッカー部 コーチ：東京都大学サッカーリーグ3部（2004年度）→残留
- 2005年  福島夢集団ユンカース 監督：福島にてJリーグを目指す。
- 2005年12月 - 2007年12月  チャイニーズタイペイ代表 監督：AFCアジアカップ予選（韓国、イラン、シリア）、FIFAワールドカップ一次予選（ウズベキスタン）、東アジア選手権予選3位、AFCチャレンジカップ ベスト8
- 2007年　 チャイニーズタイペイ女子代表 監督（兼務）：北京オリンピック一次予選通過、最終予選進出（北朝鮮、オーストラリア、香港）、東アジア選手権予選2位（韓国、香港、グアム）
- 2008年 - 2009年  早稲田大学ア式蹴球部 監督：選手の大幅入れ替えを断行する[1]。選手からはチーム内の雰囲気が悪かったとの声もあった[2]。
- 2010年  U-20 /  U-17スーダン代表 監督[3]
- 2011年 - 2012年7月2日契約合意解除  FCガンジュ岩手
- 2012年11月 - 2013年08月  デレン墨田 / FC墨田ウランバートル
- 2016年05月 - 2016年10月[4]  チャイニーズタイペイ代表 監督[5] ：AFCアジアカップ2019 (予選) - 3次予選進出
- 2016年10月 - 2017年01月  モンゴル代表 監督[6]
- 2017年01月 グローバルFC 監督[7]
- 2020年  台中Futuro 監督

## 監督成績
| 年度   | クラブ   | 所属        | リーグ戦 | リーグ戦 | リーグ戦 | リーグ戦 | リーグ戦 | リーグ戦 | カップ戦             | カップ戦      |
| 年度   | クラブ   | 所属        | 順位     | 勝点     | 試合     | 勝       | 分       | 敗       | Lリーグ杯/ナビスコ杯 | 皇后杯/天皇杯 |
| ------ | -------- | ----------- | -------- | -------- | -------- | -------- | -------- | -------- | -------------------- | ------------- |
| 1996   | シロキ   | L・リーグ   | 8位      | -        | 18       | 6        | -        | 12       | 予選リーグ           | 2回戦         |
| 1993   | 東京ガス | 旧J1        | 8位      | -        | 18       | 7        | -        | 11       | -                    | 予選敗退      |
| 1994   | 東京ガス | 旧JFL       | 7位      | -        | 30       | 18       | -        | 12       | -                    | -             |
| 2000   | 川崎     | J1          | -        |          | 15       | 3        | 3        | 9        | -                    | -             |
| 2005   | 福島     | 福島県3部西 | 優勝     | 28       | 10       | 9        | 1        | 0        | -                    | 予選敗退      |
| 2008   | 早稲田   | 関東大学1部 | 10位     | 21       | 22       | 6        | 3        | 13       | -                    | 予選敗退      |
| 2009   | 早稲田   | 関東大学1部 | 7位      | 29       | 22       | 8        | 5        | 9        | -                    | 予選敗退      |
| 2011   | 岩手     | 東北2部北   | 2位      | 27       | 10       | 9        | 0        | 1        | -                    | 予選敗退      |
| 2012   | 岩手     | 東北2部北   | -        | 24       | 9        | 8        | 0        | 1        | -                    | -             |
| 総通算 | 総通算   | 総通算      | -        | -        | 154      | 74       | 12       | 68       | -                    | -             |

- 2000年は5月から9月まで。